# Primera División (Chile) 1938
Die Primera División 1938, auch unter dem Namen 1938 Campeonato Nacional de Fútbol Profesional bekannt, war die 6. Saison der Primera División, der höchsten Spielklasse im Fußball in Chile.
Die Meisterschaft gewann CD Magallanes, das seinen vierten Titel holte.

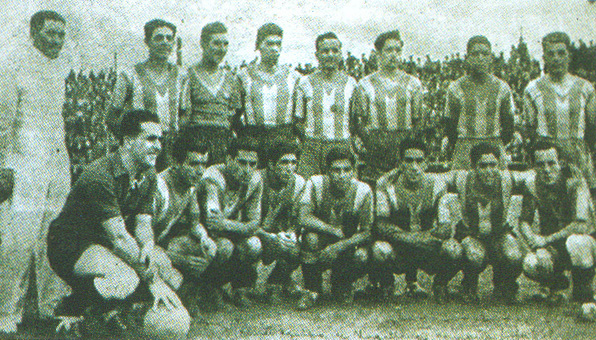
Die Meistermannschaft des CD Magallanes von 1938

## Modus
Die sieben Teams spielen jeder gegen jeden mit Hin- und Rückspiel. Sieger ist die Mannschaft mit den meisten Punkten. Bei Punktgleichheit entscheidet das Torverhältnis.

## Teilnehmer
Teilnehmer waren sieben Teams aus Santiago. Erstmals qualifizierte sich Universidad de Chile, die gemeinsam mit Universidad Católica in der División de Honor Amateur in Führung lagen. Über den Aufstieg entschied die 1. Runde der Apertura, in der Universidad Católica Colo-Colo mit 2:6 unterlag und Universidad de Chile gegen Audax Italiano nur mit 1:2 nach Verlängerung verlor. Aufgrund des besseren Resultats stieg Universidad de Chile auf.

## Tabelle
| Pl.                       | Verein                   | Sp. | S | U | N | Tore    | Diff. | Punkte |
| ------------------------- | ------------------------ | --- | - | - | - | ------- | ----- | ------ |
| 1.                        | CD Magallanes            | 12  | 7 | 2 | 3 | 041:280 | +13   | 16     |
| 2.                        | Audax Italiano           | 12  | 7 | 1 | 4 | 032:230 | +9    | 15     |
| 3.                        | CSD Colo-Colo (M)        | 12  | 7 | 0 | 5 | 057:390 | +18   | 14     |
| 4.                        | Unión Española           | 12  | 6 | 1 | 5 | 025:240 | +1    | 13     |
| 5.                        | Santiago Morning         | 12  | 5 | 2 | 5 | 033:440 | −11   | 12     |
| 6.                        | Badminton FC             | 12  | 4 | 0 | 8 | 045:530 | −8    | 08     |
| 7.                        | Universidad de Chile (N) | 12  | 2 | 2 | 8 | 017:390 | −22   | 06     |
| Quelle: , Stand: Endstand |                          |     |   |   |   |         |       |        |

## Beste Torschützen
| Rang | Spieler         | Klub      | Tore |
| ---- | --------------- | --------- | ---- |
| 1    | Gustavo Pizarro | Badminton | 17   |